# فريدريك كوهن
فريدريك كوهن (بالألمانية: Friedrich Kühn)‏ هو عسكري ألماني، ولد في 7 أغسطس 1889 في أويتين في ألمانيا، وتوفي في 15 فبراير 1944 في برلين في ألمانيا.

## الحرب العالمية الثانية
في بداية الحرب العالمية الثانية، كان كوهن قائداً لمدرسة تدريب الدبابات بالقرب من برلين، حيث كان موجوداً بها منذ 10 نوفمبر 1938. وفي 10 فبراير 1940، تولى قيادة لواء المدرعات الثالث التابع للفرقة المدرعة الثالثة، التي قادها في معركة فرنسا، وفي 1 يوليو 1940، تمت ترقيته إلى رتبة لواء. 